# Ambasciatori austriaci a Genova
L'ambasciatore austriaco a Genova era il primo rappresentante diplomatico dell'Austria (del Sacro Romano Impero, dell'Impero austriaco e dell'Impero austro-ungarico) nella Repubblica di Genova e poi nella Repubblica Ligure. 
I rapporti diplomatici tra i due stati vennero formalizzati a partire dal 1704.

## Sacro Romano Impero
- 1721–1722: Antonio Ildaris
- 1726–1741: Giovanni Guicciardi
- 1766: Jacopo Durazzo
- 1794–1797: Giovanni Girola, chargée d'affaires
- 1803–1805: Peter von Giusti